# Roch Józef Wieniawski
Roch Józef Wieniawski herbu Wieniawa – stolnik przemyski w latach 1769–1771, podczaszy przemyski w latach 1765–1769, cześnik przemyski w latach 1750–1765, poseł ziemi przemyskiej na Sejm Czaplica 1766 roku, sędzia kapturowy ziemi przemyskiej w 1764 roku.
Poseł na sejm 1762 roku z ziemi przemyskiej.